# 김환묵
김환묵(1935년 10월 26일 ~ )은 대한민국의 정치인이다. 제36·37대 괴산군수를 역임했다.

## 역대 선거 결과
|  | 32.97% |

|  | 58.25% |

## 논란

### 선거법 위반
김환묵은 제2회 전국동시지방선거 기간 중 유권자들에게 음식물을 제공한 혐의로 기소되었다. 이에 벌금 200만원이 확정되면서 군수직을 상실했다.